# Gus Johnson (Basketballspieler)
Gus Johnson (* 13. Dezember 1938 in Akron, Ohio; † 29. April 1987 ebenda) war ein US-amerikanischer Basketballspieler.

## Laufbahn
In der NBA-Draft 1963 wurde Johnson an 10. Stelle von den Baltimore Bullets ausgewählt. Für seine Leistungen im ersten Spieljahr wurde er ins NBA All-Rookie Team berufen. In Baltimore verbrachte er die ersten neun Jahre seiner NBA-Karriere. In dieser Zeit war er fünffacher NBA All-Star und wurde viermal ins All-NBA Second Team und zweimal ins NBA All-Defensive Team berufen, ein Titel mit den Bullets blieb ihm jedoch verwehrt. Nach Verletzungsproblemen wurde er 1972 zu den Phoenix Suns transferiert, für die er aber nur 21 Spiele machte. Im selben Jahr wechselte er zum ABA-Team der Indiana Pacers, mit denen er den ABA-Titel 1973 gewann.
In seiner Karriere erreichte er erzielte er durchschnittlich 17,1 Punkte und 12,7 Rebounds pro Spiel. Johnson gilt als einer der ersten Spieler mit einer heute verbreiteteren spektakulären Spielweise. So gehörten Slam Dunks, zerbrochene Korbscheiben und weite Pässe hinter dem Rücken zu seinem Repertoire.
Johnson verstarb am 29. April 1987 im Akron City Hospital an einem Hirntumor. Er wurde 48 Jahre alt.
Im Dezember 1986 wurde zu Ehren von Gus Johnson die Trikotnummer 25 von den Baltimore Bullets von der erneuten Vergabe ausgeschlossen. Im Jahr 2010 wurde Johnson posthum in die Naismith Memorial Basketball Hall of Fame aufgenommen.